# Reserva Pawnee
La reserva Pawnee a Nebraska era situada al riu Loup als comtats de Platte i Nance al centre de Nebraska. Els pawnee Kawarakis, avantpassats de les bandes Chaui, Kitkehahki, i Pitahawirata, s'assentaren al sud-est de Nebraska aproximadament el 900.
Sota tres tractats amb els Estats Units en 1833, 1843 i 1857, els pawnee va cedir la totalitat de les seves terres al govern dels Estats Units, excepte una reserva 10 milles d'ample per 30 milles de llarg al llarg del riu Loup a Nebraska. Després que l'estat de Nebraska va ser admès a la Unió, el govern de l'estat extingí els drets de la tribu a la seva terra. Aviat es va vendre la terra i van utilitzar els fons per sufragar les despeses d'obtenir terres en un altre lloc per als indis. A mitjans de la dècada de 1870 la resta de la reserva es va vendre, i el 1876 la tribu es va traslladar a la seva actual ubicació al centre d'Oklahoma.
La Genoa Indian Industrial School fou construïda en 1884 a la vila de Genoa, que està situada a les terres de l'antiga reserva Pawnee.